# Cladonia dactylota
Cladonia dactylota är en lavart som beskrevs av Tuck. Cladonia dactylota ingår i släktet Cladonia och familjen Cladoniaceae.   Inga underarter finns listade i Catalogue of Life.